# Themus kerstinae
Themus kerstinae es una especie de coleóptero de la familia Cantharidae.

## Distribución geográfica
Habita en Nepal.